# Dorfkirche Riewend

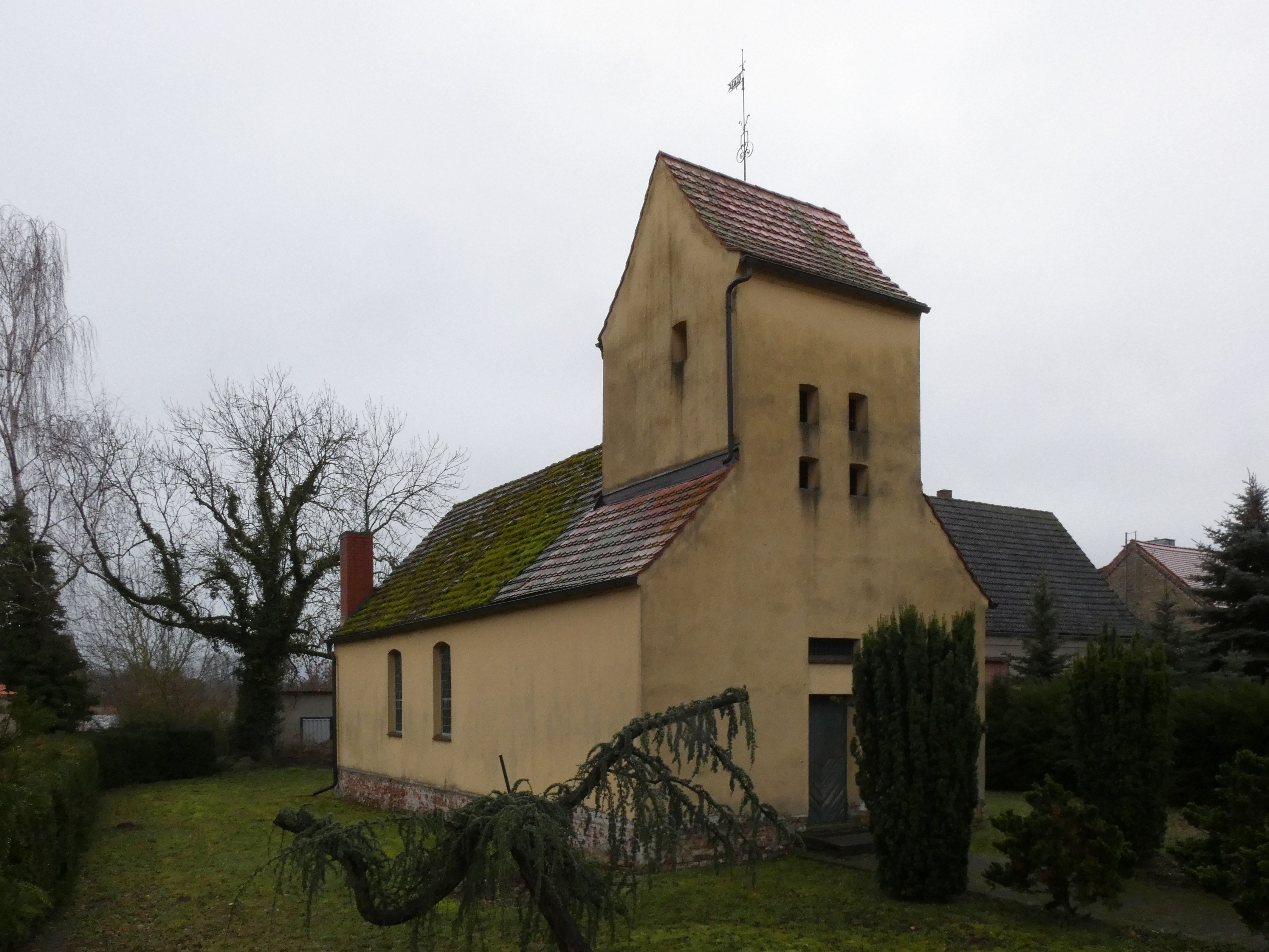
Die Dorfkirche Riewend von Südwesten

Die Dorfkirche Riewend ist eine kleine Saalkirche im Ort Riewend in der Gemeinde Päwesin im Landkreis Potsdam-Mittelmark in Brandenburg. Sie trägt keinen Namen. Die Kirche gehört zum Pfarrbereich Päwesin des Kirchenkreises Mittelmark-Brandenburg der Evangelischen Kirche Berlin-Brandenburg-schlesische Oberlausitz. Sie ist als Baudenkmal ausgewiesen.

## Lage
Die Kirche liegt im Zentrum Riewends östlich der Dorfstraße zum Riewendsee hin. Der Kirchhof wird nicht mehr als Friedhof genutzt. Es existieren jedoch noch einige alte Grabsteine.

## Geschichte
Ältester Teil der Dorfkirche in Riewend ist der Kirchturm im Westen. Er wird auf das Jahr 1718 datiert. Das Kirchenschiff stammt wahrscheinlich aus dem Jahr 1844. Von 2020 bis 2022 erfolgte eine umfangreiche Sanierung, die am 1. Mai 2022 mit einem Festgottesdienst abgeschlossen wurde. Bei den Arbeiten wurde der Dachstuhl instand gesetzt und das Dach neu eingedeckt. Im Innenraum erneuerten Experten eine fehlende Deckenunterschicht.

## Baubeschreibung
Die Kirche ist ein kleiner Putzbau. Der Putz hat eine gelbe Farbe. Der Zugang im Bereich des Turms ist eine schlichte, einflügelige und rechteckige Holztür. Darüber befindet sich ein längliches Fenster. Die Schallöffnungen im Turm für das Geläut sind segmentbogig gestaltet. Auf einem Satteldach, welches mit roten Biberschwänzen eingedeckt ist und quer zum Satteldach des Schiffs steht, markiert eine Wetterfahne mit der Jahreszahl 1718 die Kirchturmspitze. Die Fenster des Kirchenschiffs sind ebenfalls segmentbogig gestaltet. Es sind nach Süden und Norden jeweils zwei, welche mit farbigen Bleiverglasungen zugesetzt sind. Die nördlichen zeigen ein Herz und ein Anker, die südlichen ein Kreuz und eine weiße Taube. Am östlichen Giebel befindet sich ein gemauerter Schornstein.

## Ausstattung

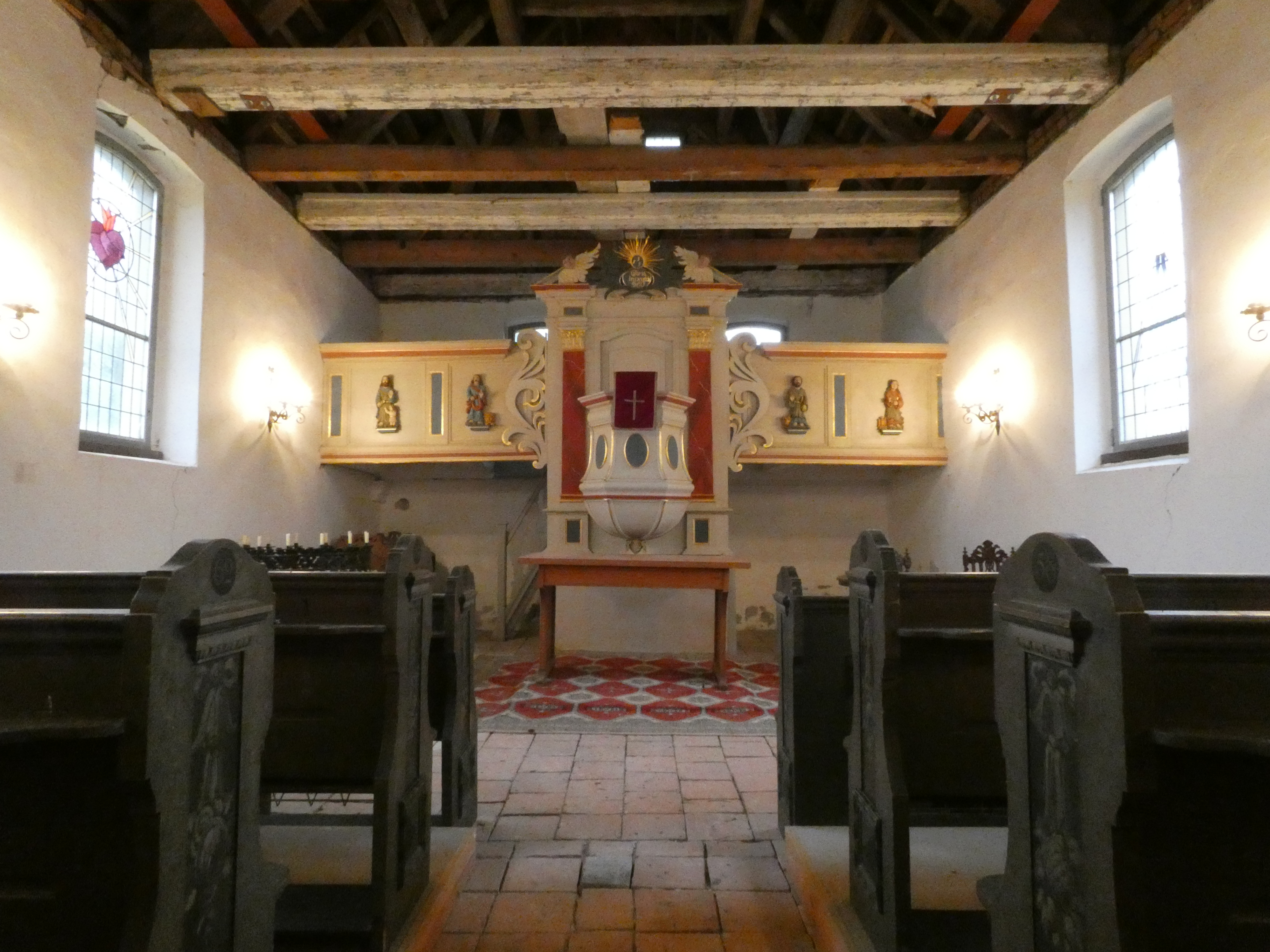
Blick auf Kanzelaltar und Ostempore

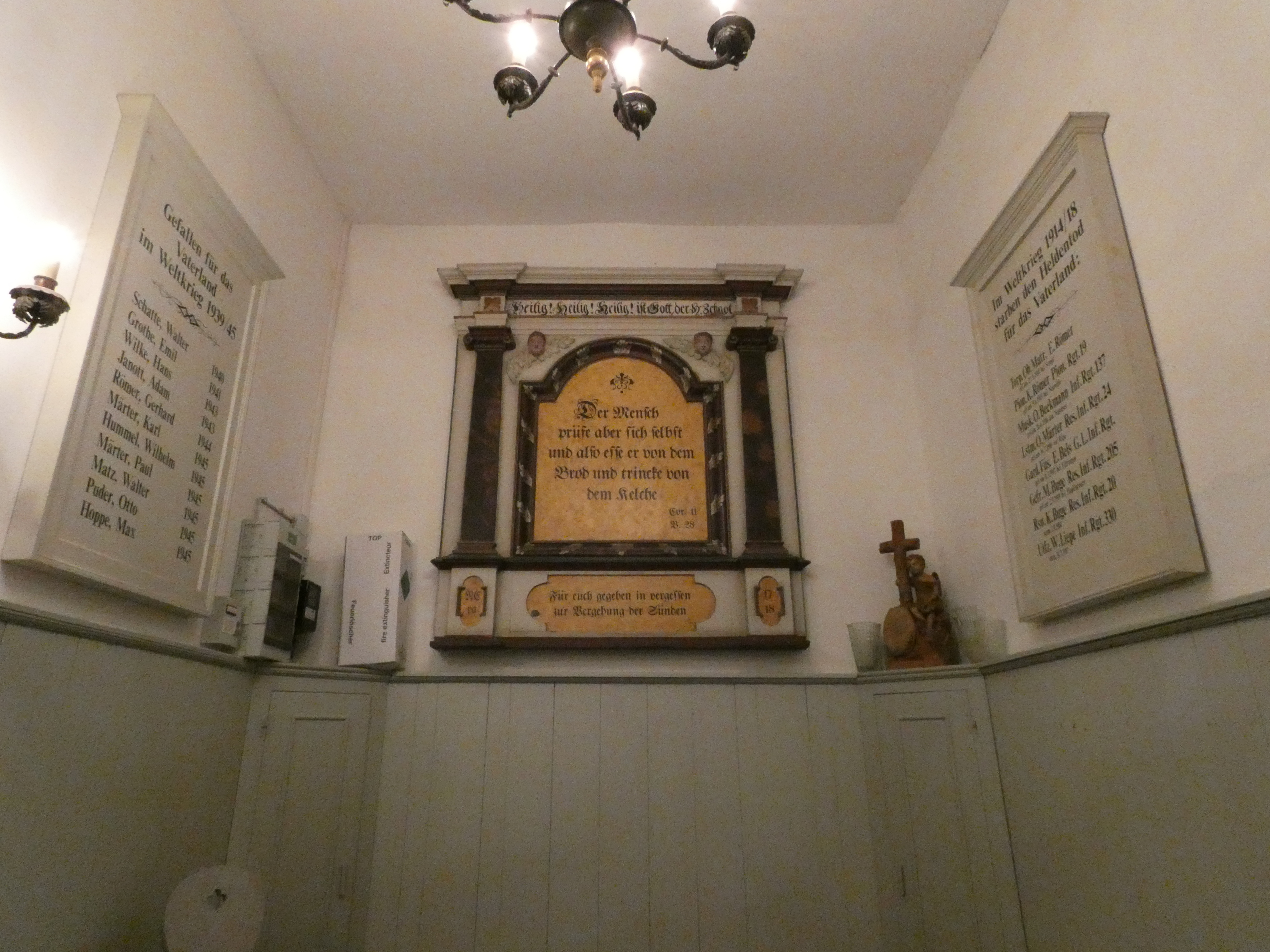
Holztafeln im Eingangsbereich

Im Inneren befindet sich im Bereich des Zugangs eine hölzerne Inschriftentafel. Die Hauptinschrift dieser in schnörkeliger Frakturschrift lautet: „Der Mensch prüfe aber sich selbst und also esse er von den Brod und trinke von dem Kelche“ („Cor. 11 V 28“). Es wird angenommen, dass es sich bei der Holztafel um einen ehemaligen Altaraufsatz handelt. Weitere Holztafeln führen die Namen der Gefallenen Riewends im Ersten und Zweiten Weltkrieg.
Ein Kanzelaltar wird dem Barock zugeschrieben. Er befindet sich vor einer Ostempore. An der Ostempore sind farbige Holzreliefs der vier Evangelisten angebracht. Unter dem Innenputz ist an einigen Stellen eine farbige Bemalung freigelegt. Der Fußboden ist einfach mit Tontafeln ausgelegt. Das Kirchengestühl stammt aus der Brandenburger Kirche St. Katharinen. Die Bänke weisen noch die alte Nummerierung auf und sind nicht in richtiger Folge platziert.